# Piccola Rocca dei Baranci
La Piccola Rocca dei Baranci (2.158 m s.l.m. Haunoldköpfl in tedesco) è una cima delle Dolomiti di Sesto nelle Dolomiti in Alto Adige.

## Descrizione

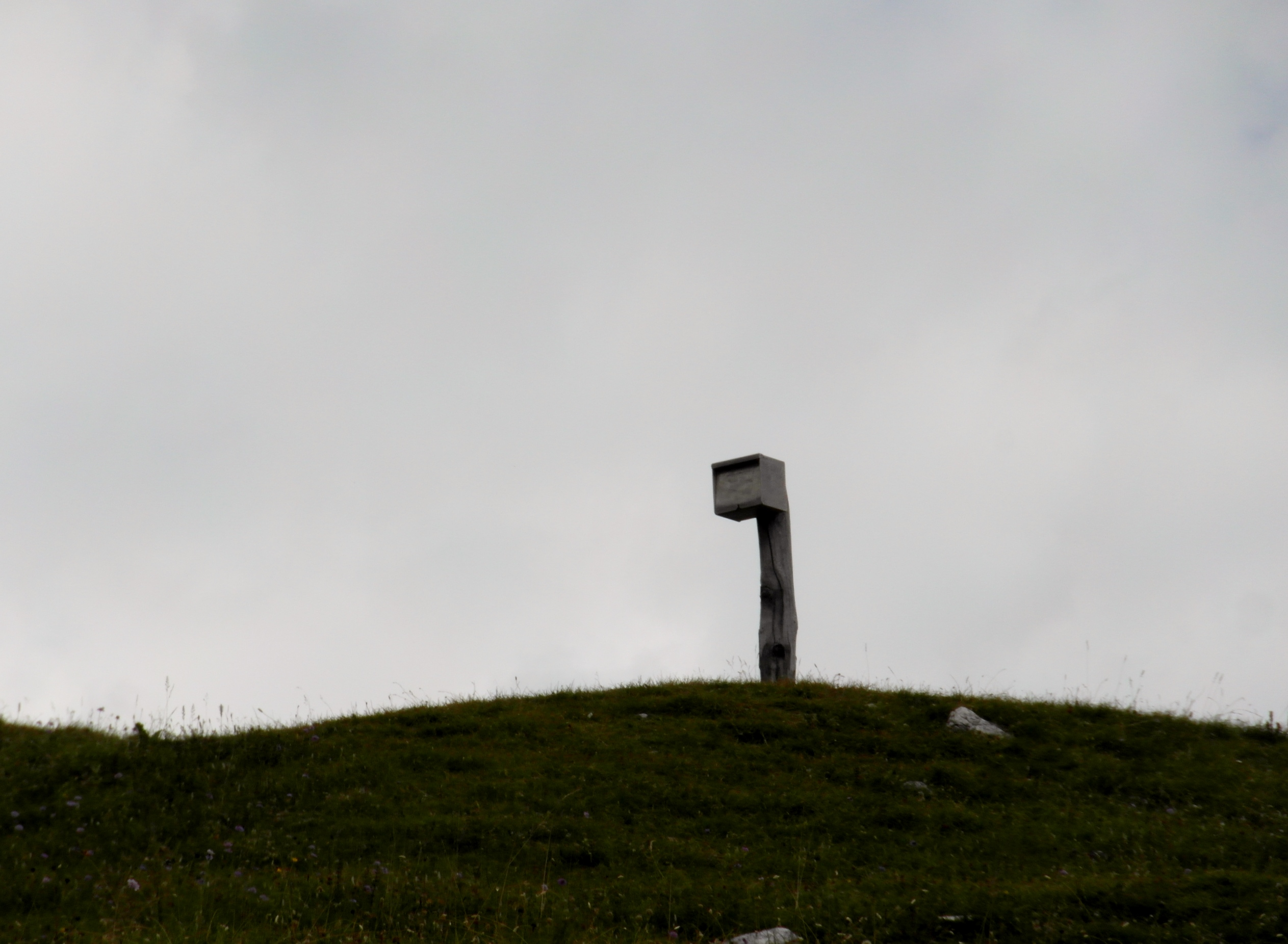
Il libro di vetta

È una delle cime del gruppo Rondoi-Baranci ed è nota per la sua facilità e il panorama che si gode da questa piccola cima. Dalla cima si vedono tutti i paesi dell'Alta Pusteria, Monguelfo, Villabassa, Dobbiaco e San Candido. 
In realtà non si tratta veramente di una cima, ma di una posizione panoramica, infatti non vi si trova una vera e propria croce di vetta ma soltanto un palo con attaccata la custodia del libro di vetta.

## Per raggiungerla
Alternativa alla Rocca dei Baranci (2.966), per raggiungere la Piccola Rocca, si parte dal Rifugio Gigante Baranci (Riese-Haunold-Hütte, 1499 m) e prendendo il sentiero n. 7, in circa 2 ore si arriva alla meta.

Alternativamente si può partire anche dal rifugio Tre Scarperi in Val Campo di Dentro, sempre seguendo il sentiero n. 7, in 2,5 ore.